# Национална библиотека Летоније
Национална библиотека Летоније (лет. Latvijas Nacionālā bibliotēka), такође позната као Дворац светлости (Gaismas pils), национална је културна установа под надзором Министарства културе Летоније. Национална библиотека Летоније основана је 1919. године након што је 1918. године проглашена независна Република Летонија. Први надзорник Библиотеке био је Јанис Мисинш, библиотекар и оснивач летонске научне библиографије (1862–1945).
Садашњу зграду дизајнирао је 1989. године угледни летонско-амерички архитекта Гунар Биркертс (лет. Gunārs Birkerts) (1925—2017), који је емигрирао у Сједињене Америчке Државе и тамо остварио своју каријеру. Изграђена је почетком 21. века, а отворена је 2014. године. Данас Библиотека игра важну улогу у развоју летонског информационог друштва, пружајући становницима приступ Интернету и подржавајући истраживање и целоживотно образовање.

## Историја

#### Међуратни период
Национална библиотека основана је 29. августа 1919. године, годину дана након независности, као Државна библиотека (Valsts Bibliotēka). Њен први библиотекар и библиограф био је Јанис Мисинш (1862-1944), који је своју огромну приватну збирку узео као основу нове библиотеке. За годину дана, до 1920. године, број свезака је порастао на 250.000. Почев од исте године, сви издавачи били су обавезни да Библиотеци предају по једнан примерак од свега што су издали. Од 1927. године библиотека објављује Националну библиографију Летоније.
Број свезака знатно је увећан 1939. и 1940. године када је Државна библиотека у свој фонд уврстила фондове многих библиотека и збирки балтичких Немаца. Већина је припала Нацистичкој Немачкој. Међу тим збиркама био је велики део збирке Друштва за историју и археологију руских Балтичких покрајина, отприлике 1834, примарног историјског друштва балтичких Немаца. Године 1940. фондови су обухватали 1,7 милиона свезака тако да су их морали складиштити на две различите локације у Старом граду (Jēkaba iela 6/8 и Anglikāņu iela 5).

#### Немачка и совјетска окупација
За време Другог светског рата Немачка је извршила инвазију на Летонију и окупирала Ригу (1941—1944). Тада су немачке власти преименовале Државну библиотеку у Земаљску библиотеку (Zemes bibliotēka), елиминирајући на тај начин да се ради о сувереној летонској држави.
Након рата, Летонија је била под совјетском влашћу, а Библиотека је била позната као Државна библиотека Летонске Совјетске Социјалистичке Републике. Према совјетским обичајима, Библиотека је 1966. године добила почасно име, у знак сећања на Вилиса Лациса  (Vilis Lācis) (1904-1966), писца и премијера совјетске Летоније. Од 1946. године, литература коју је Совјетски Савез сматрао „опасном“ била је повучена са полица и све до 1988. године, када је Совјетски Савез одустао од контроле, њој се могло приступити само уз посебну дозволу.  Државна библиотека се 1956. године преселила у нову зграду.

#### Обновљена независност
Од поновног успостављања независности Летоније 1991. године, Библиотека се звала Национална библиотека Летоније. Године 1995. добила је као стални зајам Балтичку централну библиотеку Ота Бонга (1918—2006), збирку која се односи на историју, регионалне студије и језике Балтичких земаља. Национална библиотека се 2006. године придружила мрежном сервису Европске библиотеке .

## Збирке
Фондови Библиотеке данас обухватају више од 5 милиона наслова, укључујући око 18.000 рукописа од 14. века до модерног доба. Један од карактеристичних темеља Библиотеке, који карактерише сваку националну библиотеку, јесте формирање збирке националне литературе, њено вечито чување и дугорочни приступ.
Библиотека је центар теоријских истраживања и практичних анализа активности летонских библиотека. Библиотека врши функције центра за међубиблиотечку позајмицу између библиотека у Летонији, обезбеђује библиотечку и информациону подршку Парламенту Републике Летоније (Saeima), спроводи стандардизацију подружнице. Од самог почетка њена главна брига била је национална библиографија. Свеобухватни каталог удружења Древни штампани материјали на летонском (Seniespiedumi latviešu valodā 1525–1855, објављен у Риги, 1999) добио је награду Spīdola 2000. године и добио је Лепа књига године 99. Године 2005. објављен је Индекс аутора летонских књига (1523—1919) (Letonikas grāmatu autoru rādītājs (1523-1919)), који пружа информације о свестраним гранама науке и представницима разних народа, а главна тема тих публикација је Летонија.
Библиотека садржи неколико збирки плаката (уметници Оскарс Штаинбергс (1882–1937), Сигисмундс Видбергс (1890–1970), Раул Дафи (1877–1953), Бернхард Борчерт (1863–1945), Никлавс Струнке (1894–1966) и други).

## Летоника
Дигитализација збирки започела је 1999. године. Тренутно Летонска национална дигитална библиотека Летоника (Lettonica), која је формирана 2006. године, чува дигитализоване колекције новина, слика, карата, књига, нота и аудио записа. Библиотека је 2008. године покренула два главна дигитална пројекта. Periodika.lv је збирка дигитализованих историјских периодичних публикација на летонском језику са могућношћу читања целих текстова и претраживања страница. Летонија има традицију Фестивала песме и плеса који се организује сваке четири године. Историјски материјали од првог Фестивала 1864. до последњег 1940. могу се претражити и у другој дигиталној колекцији Националне библиотеке Летоније.

## Нова зграда
Прве дискусије о потреби за новом Националном библиотеком почеле су већ 1928. године, а пројекат је добио на значају са међународним признавањем вредности њених збирки. Године 1999. готово свих 170 држава чланица УНЕСКО- а усвојило је резолуцију током Генералне конференције позивајући државе чланице и међународну заједницу да осигурају сву могућу подршку имплементацији овог пројекта.
Континуирани раст Библиотеке условио је преношење делова фонда у друге зграде. Библиотека је свој фонд дистрибуирала на пет локација у Риги. А и поред тога, од 1998. године неки делови морали су се складиштити у депозиту у Силакроги изван главног града.
Парламент је коначно одобрио изградњу нове зграде на левој обали реке Западна Двина. Након вишегодишњих расправа, 15. маја 2008, државна агенција Три нова брата и Савез националних грађевинских компанија потписали су уговор о изградњи нове Националне библиотеке у Летонији. Дана 18. маја 2014. године, главни објекат старе Библиотеке затворен је ради селидбе.
Градња је започела 2008. године по дизајну истакнутог летонско-америчког архитекте Гунара Биркертса, који је од раних педесетих година 20. века боравио у Детроиту у држави Мичиген. Њему је 1989. године наручено да пројектује зграду. Инспирисала га је Стаклена планина летонске митологије.
Нова зграда има 13 спратова и висока је 68 метара. Трошкови изградње износили су 193 милиона евра. У Библиотеци је запослено 480 људи.
Као део програма Риге који носи назив Европска престоница културе, изабран је део фонда Библиотеке који је симболички пренет 18. јануара 2014. из старе зграде у нову. Нова зграда је коначно отворена 29. августа 2014, на 95. годишњицу Библиотеке.
Today the NLL building is a dominant landmark on the Riga cityscape. It has space for conferences and conventions, and other community events. Among others, it hosted the 4th summit of the EU's Eastern Partnership programme in May 2015,[22] and a debate chaired by the BBC's Jonathan Dimbleby on 14 March 2016.[23]
Данас је зграда Националне библиотеке Летоније доминантна на градском пејзажу Риге. Има простор за конференције и конвенције и друге друштвене догађаје. Између осталог, била је домаћин Четвртог самита програма ЕУ за источно партнерство у мају 2015. године и расправе коју је 14. марта 2016. водио Би-Би-Си-јев водитељ и аутор емисија Џонатан Димблби.

#### Тренутни пројекти
- ЛИБЕР 43. годишња конференција
- Развој услуга дигиталне библиотеке
- Ширење и искориштавање кроз библиотеке: за успех и одрживост резултата целоживотног учења
- Примена ефикасних алата за обуку за побољшање квалификација у библиотечком сектору
- Свест о Еуропеани
- Еуропеана - поглед унутра
- Часописи Еуропеане
- Звучна Еуропеане
- Изложба "Књига 1514–2014" и академска читања "Садржај 21. века"
- Утицај дигиталног текста и мултимедијалног формата на учење у детињству: вишедимензионални приступ